# Овстуг (усадьба)
О́встуг — усадьба дворянского рода Тютчевых на берегу речки Овстуженки, в одноимённом селе Жуковского района Брянской области. В 1803 г. здесь родился выдающийся поэт Фёдор Тютчев.
В 1770-е годы секунд-майор Николай Андреевич Тютчев, владелец имения Знаменское под Мышкином, получил овстугские земли в качестве приданого за женой Пелагеей Денисовной, урождённой Панютиной. После переезда из Ярославской губернии в Орловскую он заложил в Овстуге усадебный дом с Успенской церковью (1778).
Его сын Иван Николаевич (отец поэта), похороненный подле Успенской церкви, на рубеже 1840-х гг. заказал архитектору Г. Ф. Герасимову проект более просторного господского дома в стилистике позднего классицизма. Уже в 1846 г. строительные работы были завершены. Как писал поэт матери, «что до нового дома, то он, право, весьма хорош, и вид со стороны сада очень красив».
В пореформенное время усадьба, как и многие иные дворянские гнёзда, «оскудела» и пришла в упадок. Практически все постройки тютчевского времени, включая господский дом, были разобраны на стройматериалы в начале XX века. То немногое, что оставалось, погибло в годы коллективизации и Великой Отечественной войны.
Музейная экспозиция открыта в 1957 году В. Д. Гамолиным, первоначально в здании сельской школы. К настоящему времени насчитывает несколько тысяч подлинных экспонатов. С 1961 г. в Овстуге проводятся Тютчевские праздники поэзии. В связи с этим на месте усадьбы был установлен бюст поэта, а в 1978 г. — и памятник рядом с прудом (проект Алексея Кобилинца). Для размещения основной музейной экспозиции к 1985 году по проекту В. Н. Городкова был воссоздан усадебный дом, в котором в 1986 был торжественно открыт музей Ф. И. Тютчева.
В 2000-03 гг. баварская фирма «Кнауф» профинансировала очередной этап восстановительных работ, включая воссоздание гостевого флигеля начала XIX века (по известным аналогам в других усадьбах) и церкви Успения Пресвятой Богородицы.
В состав усадебного комплекса входят также мельницы, беседка на острове, липовые аллеи, устроенная дочерью поэта сельская школа.
С 2002 г. имеет статус музея-заповедника.